# レオナルト・ランドイス

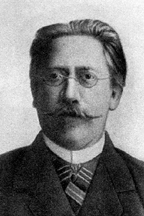
Leonard Landois

レオナルト・ランドイス（Leonard Landois、1837年12月1日 - 1902年11月17日）は、ドイツの生理学者である。1874年に異なる動物の間での輸血が、溶血反応などを起こすことを、試験管内と動物の生体実験で証明し、それまでに350例あまりも行われたヒトへの動物の血の輸血の結果をまとめ、危険で有害な治療であることを示した。その結果、動物の血液の輸血は行われなくなった。

## 生涯
ミュンスターに役人の息子に生まれた。兄弟に動物学者のヘルマン・ランドイスがいる。グライフヴァルト大学で医学を学び、寄生虫の研究で学位を取り、医学免許も得て、数ヶ月、ミュンスターで産科医を務めた。1863年に、グライフヴァルトの生理学・解剖学研究所の助手となった。1866年にドイツ自然科学アカデミー・レオポルディーナの会員に選ばれた。1868年に解剖学・生理学の非常勤の教授、1872年に常勤の教授となり、生理学研究所の所長となった。ランドイスが教えた人物には、ルドルフ・ローゼマンらがいる。1863年に設立されたグライフヴァルト医学会（ Medizinischen Vereins Greifswald）の事務局長を務め、その後何度か会長を務めた。
テオドール・ビルロートとともに、輸血や血液の凝固の研究を行い、1874年に、異なる種の動物の血液を混合することで、溶血反応などを起こすことを示した。

## 著書の例
- Über der Haarbalgparasiten des Menschen （ヒトの寄生虫に関する著書）; (1861)
- Die Transfusion des Blutes （輸血について）; (1875)
- Lehrbuch der Physiologie des Menschen （生理学の教科書）; (1880)
- Die Urämie （尿毒症に関する著書）; (1890)